# Igor Stravinsky
Igor Fjodorovitsj Stravinsky (Russisch: И́горь Фёдорович Страви́нский) (Oranienbaum, 17 juni 1882 – New York, 6 april 1971) was een van de invloedrijkste componisten van de 20e eeuw, en een centraal figuur uit de modernistische muziek. Naast componist was Stravinsky ook dirigent, vaak van zijn eigen werken. 
De van geboorte Russische componist verwierf in 1934 de Franse nationaliteit en werd, nadat hij zich eind jaren dertig van de 20e eeuw in de Verenigde Staten had gevestigd, in 1945 tot Amerikaan genaturaliseerd.

## Rusland 1882-1910

### Muzikale jeugd
Igor Stravinsky werd geboren in de badplaats Oranienbaum aan de Finse Golf, nu Lomonosov, 40 kilometer ten westen van het oude centrum van Sint-Petersburg. Stravinsky's vader was bas bij het Keizerlijke Mariinskitheater in Sint-Petersburg, en in die stad groeide Igor op. Vanaf zijn negende kreeg hij pianolessen van onder andere Leokadija Kasjperova, een leerlinge van Anton Rubinstein, en hij maakte zulke vorderingen dat hij al snel Mendelssohns eerste Pianoconcert kon spelen, alsmede een flink aantal stukken van Muzio Clementi, Mozart, Haydn, Beethoven, Schubert en Schumann. Ondanks zijn aanleg voor muziek wilden zijn ouders niet dat hij een muzikale carrière zou volgen en stonden zij er op dat hij naar de Staatsuniversiteit van Sint-Petersburg zou gaan. Daar begon hij, weinig enthousiast, aan een studie strafrecht en rechtsfilosofie. Als rechtenstudent maakte hij in 1902 kennis met de vader van studiegenoot Vladimir, de componist Nikolaj Rimski-Korsakov. Deze was niet onder de indruk van Stravinsky's eerste compositiepogingen. Hij adviseerde hem om niet naar het conservatorium te gaan, maar lessen harmonie en contrapunt te volgen en zijn werk kritisch te laten beoordelen tijdens privélessen. Rimski-Korsakov was bereid hem met raad bij te staan.

### Compositielessen bij Rimski-Korsakov

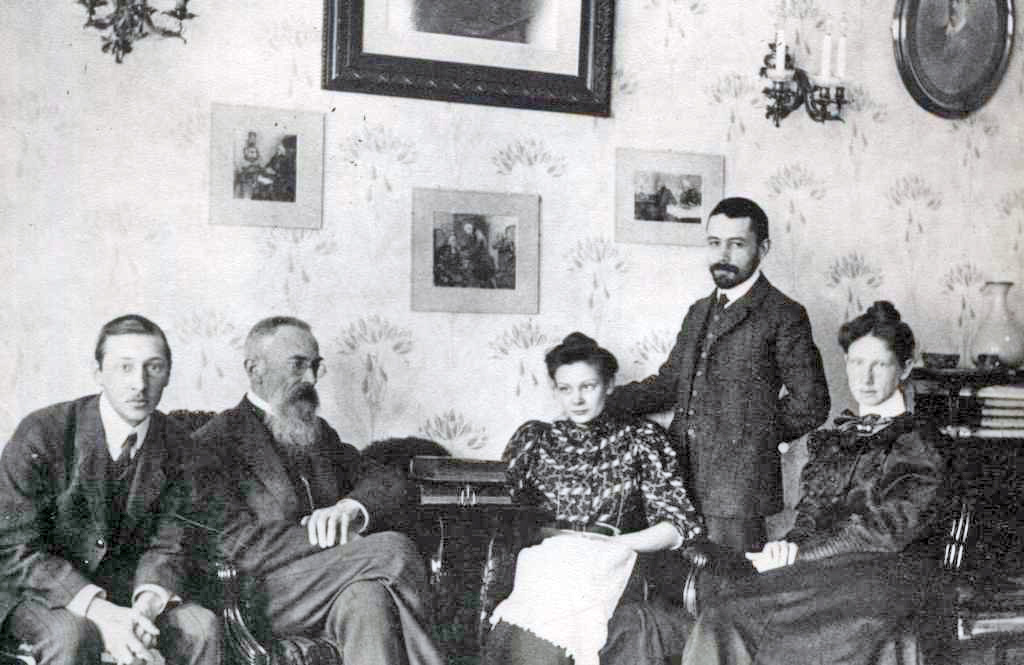
Stravinsky (links) en de familie Rimski-Korsakov, 1908

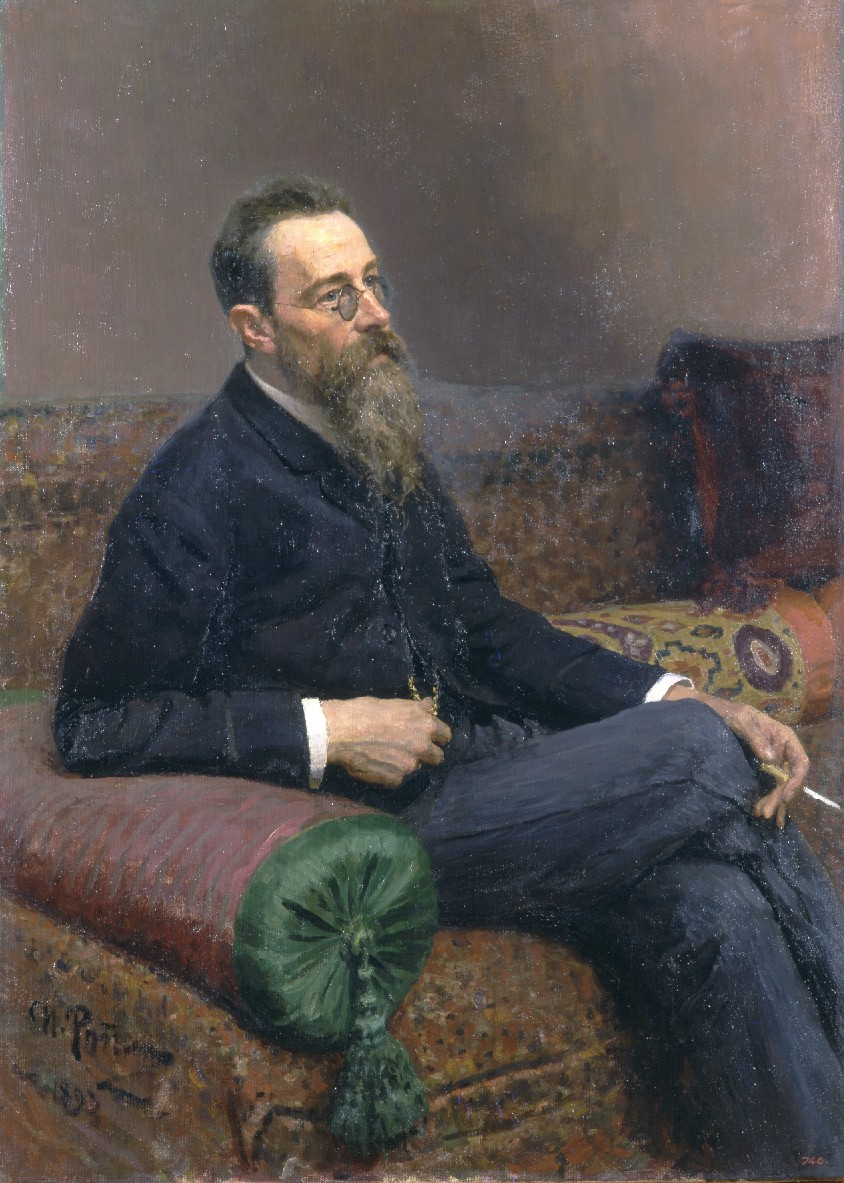
Nikolaj Rimski-Korsakov door Ilja Repin, 1893

Stravinsky's vader overleed in 1902, waarna Igor zijn rechtenstudie steeds meer verwaarloosde. Als gevolg van de Bloedige Zondag van januari 1905 kon hij zijn rechtenexamens niet afleggen; hij is nooit volledig afgestudeerd.
Het jaar erna liet hij Rimski-Korsakov zijn Pianosonate in fis zien en horen en begon hij tweemaal per week compositielessen te volgen bij de bekende componist, die voor de jonge Stravinsky een tweede vader werd. Uit de leerperiode bij Rimski-Korsakov dateren de Symfonie in Es, Le Faune et la Bergère, de Pastorale, Scherzo fantastique en schetsen voor Le Rossignol. De Feu d'artifice die hij ter gelegenheid van het huwelijk van Rimski-Korsakovs dochter toestuurde kwam te laat om beoordeeld te worden: de componist was kort ervoor overleden, op 21 juni 1908. De band met Rimski-Korsakov was sterk en diens dood heeft Stravinsky sterk aangegrepen. Ter nagedachtenis aan zijn leermeester schreef hij de Chant funèbre. De partituur van dit werk raakte tijdens de Russische Revolutie zoek, maar werd in 2015 teruggevonden.
Nadat Stravinsky zijn rechtenstudie voltooid had met een soort tussendiploma, trouwde hij met zijn nicht Jekaterina Nossenko. Zij was al op zijn tiende jaar in zijn leven gekomen "als een lang gewenste zus. We waren elkaar, tot haar dood, buitengewoon na, meer na dan geliefden soms zijn". Uit dit huwelijk werden Teodor (1907), Ljoedmila (1908), Soelima (1910) en Maria Milena (1914) geboren.

### Diaghilev en 'Ballets russes'
Een belangrijke impuls voor Stravinsky was de ontmoeting met Sergej Diaghilev, artistiek leider van de "Ballets Russes", die in 1909 een uitvoering van de Scherzo fantastique en Feu d'Artifice bijwoonde. Diaghilev nodigde Stravinsky uit om voor Les Sylphides - een ballet op muziek van Chopin - de orkestraties voor de Nocturne in As en Valse Brillante in Es (Stravinsky) voor zijn rekening te nemen. Daarnaast vroeg Diaghilev om een orkestratie van Griegs Kobold uit het ballet Le Festin. De opdrachten van Diaghilev zouden voor Stravinsky definitief de doorbraak betekenen. Voor het seizoen van 1910 wilde Diaghilev muziek voor een ballet gebaseerd op het Russische sprookje De Vuurvogel. De componist Anatoli Ljadov werd aanvankelijk door Diaghilev benaderd, maar hij weigerde door de relatief korte schrijftijd die hem aangeboden werd. Diaghilev gaf de opdracht daarop aan Stravinsky. Maart 1910 was het werk klaar en in mei van dat jaar ging Stravinsky voor het eerst naar Parijs om de repetities van zijn L'Oiseau de Feu bij te wonen.

## Parijs en Clarens 1910-1914
In Parijs maakte hij kennis met "le tout Paris culturel": de componisten Claude Debussy, Maurice Ravel, Florent Schmitt, Maurice Delage, Erik Satie, Giacomo Puccini en Manuel de Falla, de actrice Sarah Bernhardt en de auteurs Marcel Proust, Paul Morand, Saint-John Perse en Paul Claudel. Stravinsky haalde zijn gezin in Oestiloeg in Rusland op en nadat zijn vrouw de laatste voorstelling van De Vuurvogel had bijgewoond verbleef de familie Stravinsky in La Baule in Bretagne. Hier schreef Stravinsky de Deux poèmes de Paul Verlaine, Un Grand Sommeil en La Lune blanche. Omdat Katerina zwanger was werd besloten niet naar Rusland terug te keren, maar in Zwitserland de geboorte (van hun zoon Soulima) af te wachten.
Diaghilev had tijdens het balletseizoen om een tweede ballet gevraagd. Stravinsky vertelde hem over een nieuw werk dat hij in gedachten had. Dit ballet zou worden gebaseerd op een heidens ritueel, maar bij Diaghilevs bezoek aan Stravinsky in Lausanne bleek Stravinsky begonnen te zijn aan een geheel andere compositie, een voor piano en orkest. Diaghilev wilde dit werk echter toch als vervanger van het stuk over het heidens ritueel als ballet gebruiken: op 13 juni 1911 ging Petroesjka in het Théâtre du Châtelet in première. Omdat het balletseizoen dat jaar kort was en de Ballets Russes tijdens hun optreden in Londen zijn werken toch niet zouden uitvoeren (té modern voor het Britse publiek dacht Diaghilev), keerde Stravinsky terug naar zijn huis in Ustilug in Rusland. Hij was van plan om zijn werk over het heidens ritueel te componeren. In Ustilug kreeg dit werk, Le Sacre du printemps (Весна священная of De Lentewijding), zijn vorm. Tussendoor componeerde hij ook nog de Deux poésies de Konstantin Balmont en Zvezdoliki voor mannenkoor en orkest. Allerlei problemen verhinderden de première van de Sacre. Hierdoor werd de première uitgesteld tot 1913. Deze ontwikkelingen gaven Stravinsky meer tijd te werken aan de orkestratie. In 1912 vestigde hij zich met zijn familie weer in Zwitserland in Clarens aan het Meer van Genève.

### Ontmoeting met Schönberg, Berg en Webern

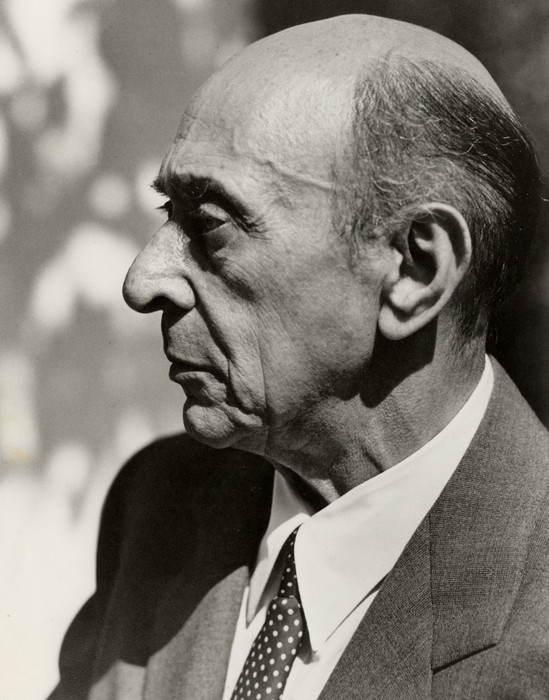
Arnold Schoenberg

Tijdens een bezoek aan Berlijn voor een voorstelling van Petrouchka ontmoette hij een aantal malen Arnold Schönberg en zag hij bovendien een uitvoering van diens Pierrot Lunaire, een werk waar hij niet in eerste instantie van onder de indruk was, maar waarvan Stravinsky het grote belang veel later inzag. Ook ontmoette hij daar de Schönberg-leerlingen Alban Berg en Anton Webern, een gebeurtenis die hij zich later niet kon, of – misschien veelbetekenend – wilde herinneren. "Mijn Eerste en Laatste Avondmaal met de hypostatische drieëenheid van de twintigste-eeuwse muziek" (Dialogues), zoals hij de ontmoeting spottend verwoordde. Het is nooit tot een vriendschap gekomen tussen de twee componisten-giganten van de 20e eeuw - Stravinsky en Schönberg - hoewel beide heren later zelfs in Los Angeles woonden. Het dedain was wederzijds: de een deed de ander af als een van die componisten die niet voor nu schrijven, maar angstvallig proberen de muziek van de toekomst te ontdekken (Stravinsky verwijst hierin impliciet naar Schönberg in een interview), de ander sprak spottend over "Modernsky" (Schönberg over Stravinsky in zijn koorwerk Vielseitigkeit).

### Le Sacre du printemps

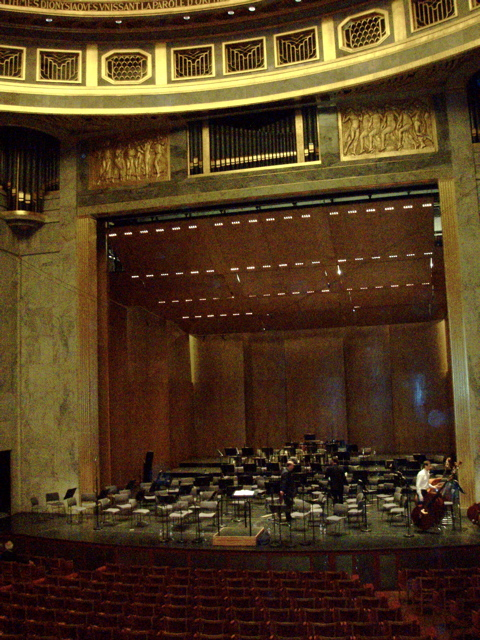
Théâtre des Champs-Élysées, Parijs, waar Le Sacre du Printemps in 1913 in première ging

Terwijl de repetities voor Le Sacre du printemps in volle gang waren, voltooide Stravinsky terug in Clarens de orkestratie van het stuk; het werk was op 8 maart 1913 af. Op verzoek van Diaghilev om Modest Moessorgski's Chovansjtsjina voor uitvoering geschikt te maken stelde Stravinsky voor ook Ravel hiervoor in te schakelen. Tijdens Ravels verblijf in Clarens liet Stravinsky hem zijn Trois Poésies de la Lyrique Japonaise zien en Ravel componeerde er en speelde voor Stravinsky de eerste twee van diens Trois poèmes de Stéphane Mallarmé. Le Sacre du printemps ging op 29 mei 1913 in het Théâtre des Champs-Élysées in Parijs in première. De première, gedirigeerd door Pierre Monteux, verliep tumultueus en het lawaai van het publiek schijnt de muziek te hebben overstemd – opmerkelijk bij een toch allesbehalve rustig werk. De kritiek sprak van Le massacre du tympan (De slachting van het trommelvlies). Toch had de derde uitvoering van Le Sacre du printemps al succes. Een jaar later werd de naam van de componist in Parijs na een uitvoering al vol bewondering gescandeerd. Le Sacre du printemps is altijd een van de populairste werken gebleven in Stravinsky's oeuvre.
Kort na de première kreeg Stravinsky tyfeuze koorts en was hij noodgedwongen zes weken aan zijn bed gekluisterd. Na het herstel keerde hij vanuit Frankrijk terug naar Ustilug waar hij, zich nog niet sterk genoeg voelend voor een groot werk, begon aan het componeren van Trois petites chansons – Souvenir de mon enfance. Eerder dat jaar had hij het verzoek van een Moskous theater ontvangen om zijn opera De Nachtegaal gereed te maken voor opvoering. Stravinsky had slechts de eerste acte voltooid in 1909 en sindsdien niet meer naar het werk omgekeken, maar zijn voorstel om die acte als een zelfstandig stuk op te voeren werd door de opdrachtgevers afgewezen. Stravinsky ging in Clarens aan het werk. Het Moskouse theater ging echter failliet en Diaghilev stelde toen voor het werk door de 'Ballets Russes' te laten uitvoeren. Het verschil tussen de eerste acte en de rest bleek zo groot dat men Stravinsky voorstelde de eerste acte om te werken. Dit weigerde hij. Het werk ging op 26 mei 1914 in Parijs in première. Terug in Zwitserland componeerde Stravinsky de Trois pièces voor strijkkwartet en Pribaoutki, een viertal liederen voor mannenstem en acht instrumenten.

## Zwitserland 1914-1920

### Renard
Bij het uitbreken van de Eerste Wereldoorlog keerde Stravinsky niet vanuit Zwitserland naar Rusland terug. Hij wijdde zich aan de bestudering van de Russische volkspoëzie en volksverhalen die hij had verzameld en die hij zou gebruiken voor een aantal nieuwe werken. De winter van 1914-1915 werd in Château-d'Œx boven Montreux doorgebracht, vooral ten behoeve van het herstel van zijn vrouw die tuberculose had. Daarnaast was zij bevallen van de tweede dochter van het echtpaar, Maria Milena. Naast het componeren van een klein werk voor piano, de Trois pièces faciles, begon Stravinsky in Montreux met het componeren van het ballet Les Noces . Bovendien schreef hij een duet van een kat en een geit die hij later in Renard zou opnemen.

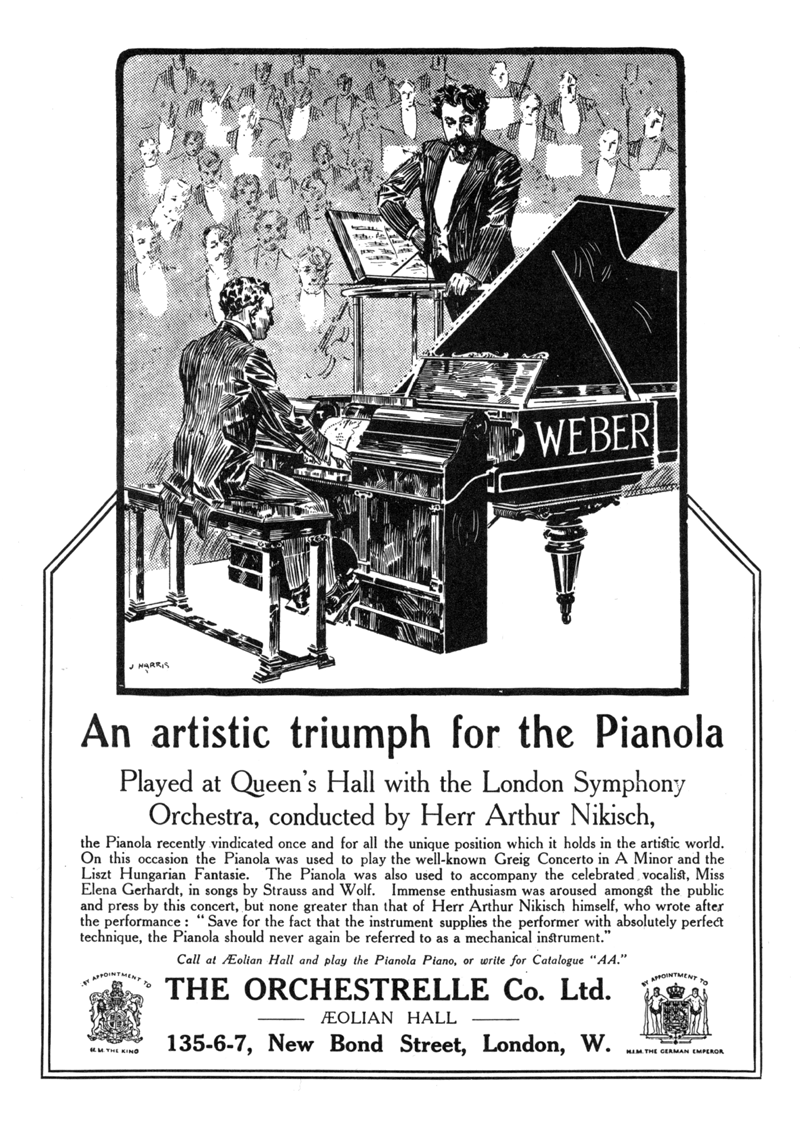
pianola

Op uitnodiging van Prinses Edmond de Polignac begon Stravinsky in 1916 in zijn nieuwe woonplaats Morges aan de compositie Renard; een woeste burlesque over dieren, vergelijkbaar met Van den vos Reynaerde. Het oorspronkelijk in het Russisch geschreven verhaal werd door de Zwitserse auteur Charles-Ferdinand Ramuz in samenwerking met Stravinsky in het Frans vertaald. Dit werk werd onderbroken voor een bezoek aan Madrid om de voorstellingen van Diaghilevs Ballets russes bij te wonen. Indrukken daar opgedaan (de mechanische piano's, Spaanse zang en dans, gitaarspel) werden bij terugkeer vertaald in een aantal composities: de Española uit de Cinq pièces faciles voor piano en de Etude voor pianola. In de Marche Royale uit L'Histoire du soldat verwerkte hij een paso doble die hij gehoord had in Sevilla. Renard werd afgerond; het ballet met zang ging in 1922 te Parijs in première.

### Le Rossignol
Op Diaghilevs voorstel om Le Rossignol (De Nachtegaal) in balletvorm te brengen, kwam Stravinsky met het idee om het werk in zijn geheel om te vormen tot een symfonisch gedicht dat voor balletdoeleinden kon worden gebruikt. Diaghilev stemde toe en Stravinsky bewerkte delen van de opera tot Le Chant du Rossignol - poème symphonique. Stravinsky voegde zich bij Diaghilev in Rome om tijdens een serie voorstellingen zijn L'Oiseau de Feu en Feu d'Artifice te dirigeren. De Russische Revolutie had juist plaatsgevonden en men was nog vol hoop op verandering. Daarom vond men het niet gepast om het galaconcert met het gebruikelijke tsaristische volkslied te beginnen. In plaats daarvan bewerkte Stravinsky het Lied van de Wolgaslepers. Picasso, die Stravinsky in Rome voor het eerst ontmoette, versierde het manuscript en hij maakte er ook het eerste van de drie portretten die hij van Stravinsky zou maken.

### Les Noces
Naast voortzettingen van het werk aan Les Noces na terugkeer uit Rome werd er ook een 'souvenir' aan de Cinq pièces faciles toegevoegd, de 'Napolitana'. Les Noces werd in het voorjaar 1917 afgerond maar de instrumentatie pas in 1923. De première vond plaats in Parijs in hetzelfde jaar.
De dood van zijn geliefde kindermeisje zorgde ervoor dat Stravinsky zelf de zorg op zich moest nemen. Samen met de dood van zijn broer Gury aan het front drukten deze gebeurtenissen een zwarte stempel op het jaar 1917. Tevens had hij een toenemend geldtekort. De V.S. en Rusland hadden de Conventie van Bern van 1886 voor auteursrechten niet getekend. Daar Stravinsky nog steeds Russisch burger was liep hij inkomsten mis van de uitvoeringen van zijn werken in de V.S. Het inschakelen van een Amerikaanse redacteur voor zijn gepubliceerde muziek in de jaren twintig en het aannemen van de Franse nationaliteit in 1934 waren later middelen om althans iets aan zijn financiële situatie te doen.

### L'Histoire du soldat
Eind 1917 waren de Cinq pièces faciles voltooid, twee delen van de Trois histoires pour enfants, de Vier Russische boerenliederen en de Etude voor pianola. De oorlog maakte het in 1918 moeilijk om uitvoeringen - zeker op grote schaal - te geven. In samenwerking met Ernest Ansermet en Ramuz ontstond het idee voor een stuk "om te lezen, te spelen en te dansen". Dit werd L'Histoire du soldat. Ansermet had voor Stravinsky uit Amerika een bundel ragtimes in de vorm van piano-uittreksels en instrumentale partituren meegenomen. Stravinsky zou de ritmische stijl verwerken in de Rag-Time in L'Histoire du soldat. Het stuk ging in Lausanne met succes in première. Het toonde aan dat Stravinsky in staat was "het Russische element in zijn muziek achter zich te laten en een meer eclectisch internationaal idioom te omvatten" (aldus White). Na de Geschiedenis van de Soldaat (waarvan Martinus Nijhoff de Nederlandse vertaling maakte) verwerkte Stravinsky in nog een ander werk ragtimeritmiek, de Rag-Time voor elf instrumenten. Volgens Stravinsky (Dialogues) is zijn Rag-Time "een concertportret, een verwerking zoals een foto" (op de manier zoals Chopins Valses geen walsen zijn om te dansen, maar portretten van walsen) en de Trois pièces voor klarinetsolo geen "improvisaties zijn, maar portretten ervan".
Begin 1919 stelde Stravinsky een orkestsuite samen uit L'Oiseau de Feu (Vuurvogel) en schreef hij een groep van vier liederen uit materiaal uit zijn Russische periode, de Quatre chants russes voor zangstem en piano.

### Pulcinella
Tijdens een ontmoeting tussen Stravinsky en Diaghilev in Parijs wist Diaghilev Stravinsky over te halen om een nieuw werk te baseren op composities van Giovanni Battista Pergolesi. Picasso zou de decor- en kostuumontwerpen maken. Inmiddels is vast komen te staan dat enkele composities die Stravinsky bewerkte voor Pulcinella niet van Pergolesi zijn maar van tijdgenoten van hem, onder wie de Nederlandse componist Unico Wilhelm van Wassenaer. Diaghilev was allesbehalve tevreden met het resultaat. Hij was geschokt door de Picasso-ontwerpen en teleurgesteld in de muziek. In zijn gesprekken met Robert Craft zei Stravinsky erover dat Diaghilev een strakke, gemaniëreerde orkestratie van iets zoetigs had verwacht en dat hij de satirische toon niet kon waarderen. De première van het werk in Parijs in 1920 was echter een groot succes, evenals de uitvoering in het Royal Opera House te Covent Garden in Londen een maand later. Stravinsky woonde die laatste uitvoeringen niet bij. Nu de oorlog voorbij was wilde hij zijn vertrek uit Zwitserland regelen en in een van de belangrijke muzikale centra van Europa gaan wonen.

## Frankrijk 1920-1939

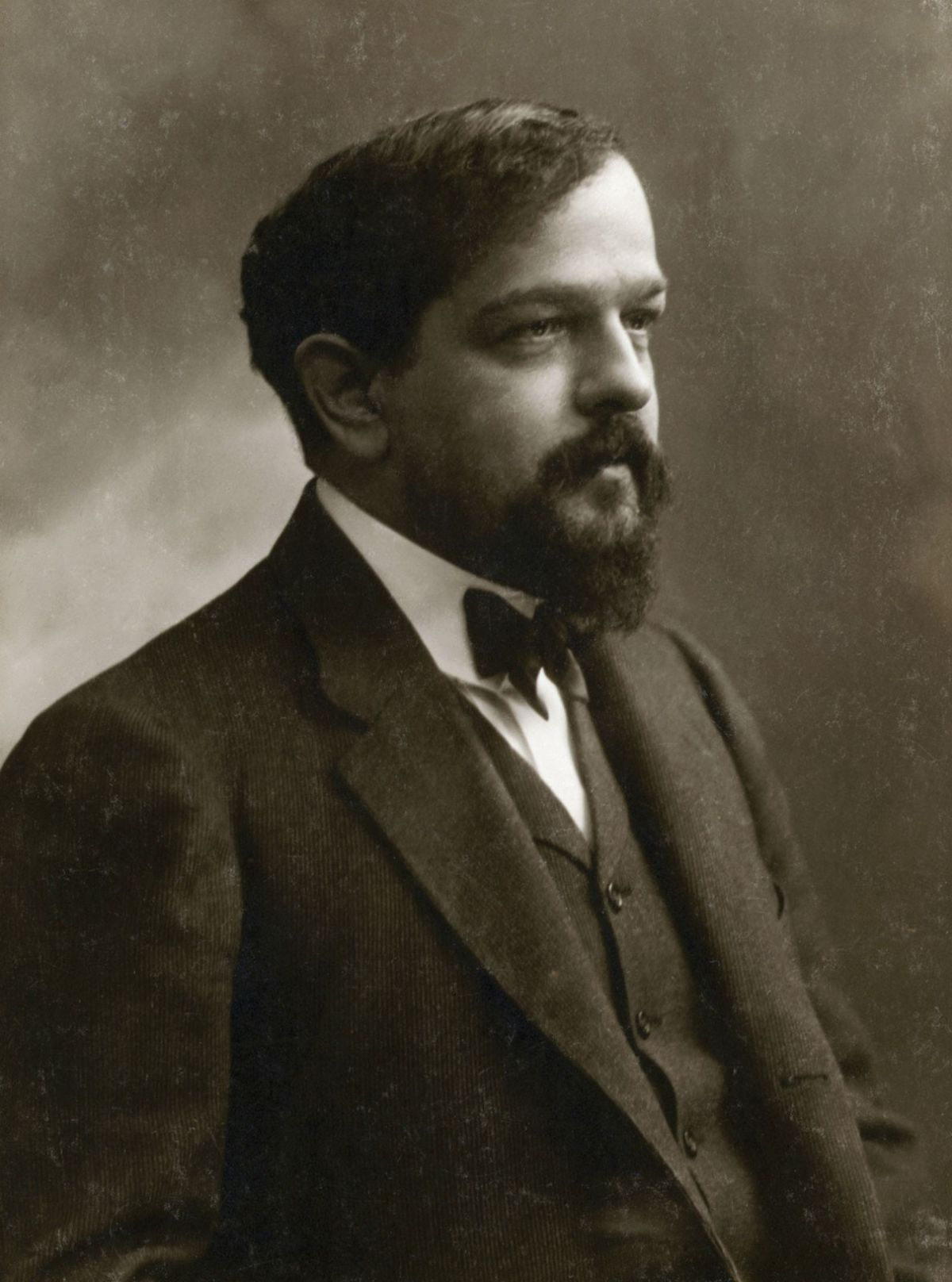
Claude Debussy, foto van Félix Nadar

Het verblijf in Frankrijk begon in 1920 met een vakantie in Carantec in Bretagne. Daar zette Stravinsky zich aan de compositie van een strijkkwartet, het Concertino voor strijkkwartet (1920; W47) en een koraal voor piano voor La Revue Musicale. Dit laatste werk werd later bewerkt en geïntegreerd in de Symphonies d'instruments à vent à la mémoire de Claude Debussy (1920; W48). Stravinsky had grote sympathie voor zijn oudere collega, een sympathie die wederzijds leek te zijn. Claude Debussy had in 1915 het derde deel van zijn werk voor twee piano's En blanc et noir aan hem ('À mon ami Igor Stravinsky') opgedragen. Brieven aan vrienden die na Debussy's dood werden gepubliceerd lieten echter een zeer kritische houding zien ten opzichte van Stravinsky's werk.
Pas in 1934 (na zijn naturalisatie tot Frans staatsburger) zouden de Stravinsky's zich permanent vestigen in Parijs. De eerste tien jaar in Frankrijk woonde de familie in Anglet bij Biarritz, Nice en Voreppe bij Grenoble. Vóór het verblijf in Anglet verbleven de Stravinsky's gedurende de herfst en de winter van 1920 in het huis van Gabrielle 'Coco' Chanel in Parijs, en daar werd het werk aan het Concertino en de Symphonies voortgezet. Stravinsky componeerde er ook Les cinq doigts (W49), een achttal gemakkelijke pianostukken. De Russische dirigent Serge Koussevitzky voerde, in aanwezigheid van Stravinsky, de Symphonies voor het eerst uit in Londen in 1921.

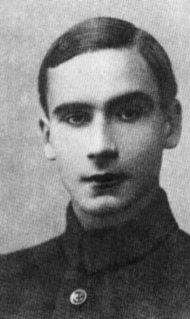
Boris Kochno, de vriend van Sergej Diaghilev, librettist van Mavra

Terug in Anglet voltooide Stravinsky aan het einde van de zomer van 1921 de virtuoze pianotranscriptie van drie delen uit Petroesjka, de Trois mouvements de Pétrouchka. Na verhuizing naar Biarritz werd een begin gemaakt met een nieuw operaproject, resultaat van zowel Diaghilevs als Stravinsky's bewondering voor Aleksandr Poesjkin. Boris Kochno, dichter, danser en geliefde van Diaghilev, schreef, op basis van Poesjkins Het huisje in Kolomna, het libretto voor Mavra (W50), een opera buffa in één akte. Hoewel de eerste uitvoering met grote zorg was omkleed, bleef een positieve reactie van het publiek uit. Geplakt tussen Petroesjka en de Sacre viel het intieme kamerstuk weg; maar vooral was het publiek gedesillusioneerd omdat ze niet een voortzetting kreeg van wat het van Stravinsky kende. Het publiek was gewend geraakt om Stravinsky als een revolutionair te beschouwen van wie men niet minder dan weer een werk verwachtte dat 'sensationeel' was, zou Theodore, Stravinsky's oudste zoon, later naar aanleiding van deze première zeggen (White).

### Biarritz
In Biarritz begon Stravinsky aan een instrumentale sonate dat het Octet (1924; W51) voor acht blazers zou worden, die mei 1923 werd voltooid en eind '23 in première ging. In 1923 ging ook Les Noces met succes in première met Marcelle Meyer, Georges Auric, Francis Poulenc en Vittorio Rieti als pianisten in het orkest. Het Octet werd voor het eerst in oktober 1923 uitgevoerd tijdens een van de Koussevitzky-concerten in Parijs en het was de eerste keer dat Stravinsky zelf een werk ten doop hield. Het Octet bestaat uit drie delen: Sinfonia, Tema con Variazioni en Finale. Koussevitzky was zo tevreden met het succes van het Octet, dat hij Stravinsky om een nieuw werk vroeg. Stravinsky's voorstel om een pianoconcert te schrijven deed Koussevitzky op zijn beurt voorstellen dat de componist het dan het zelf het best zou uitvoeren. Het Concert voor piano en blaasinstrumenten (W52) dat Stravinsky schreef, werd eerst in een privéconcert uitgevoerd. Na de première in Parijs ging Stravinsky op tournee als solist in zijn eigen concert, beginnend in januari 1924 in Antwerpen en Brussel. Een tournee in de VS volgde en twee nieuwe composities, de Sonate (W53) en de Serenade in A (W54) voor piano, waarbij de laatste zo was gecomponeerd dat elk van de vier delen op één kant van een 78 toerenplaat paste.

### Samenwerking met Jean Cocteau
In het najaar van 1925 nam Stravinsky het besluit een opera-oratorium te componeren naar Sophocles en op een Latijnse tekst. Jean Cocteau zou het libretto schrijven met een vertaling in het Latijn van de latere kardinaal Jean Daniélou. Stravinsky ging intussen weer op tournee, waarbij hij in 1926 Rotterdam, Amsterdam en Haarlem aandeed. Een tussenstop in Padua, waar een processie werd gehouden, inspireerde hem tot zijn eerste religieuze werk, het Pater Noster (W55). De rest van het jaar en begin 1927 werd gewerkt aan zijn nieuwe opera-oratorium, Oedipus Rex (W56). De ontvangst bij publiek en critici was koel. En weer waren er de vergelijkingen, tot ergernis van Stravinsky, met de muziek van de vroegere balletten.

### Eerste Amerikaanse compositieopdrachten

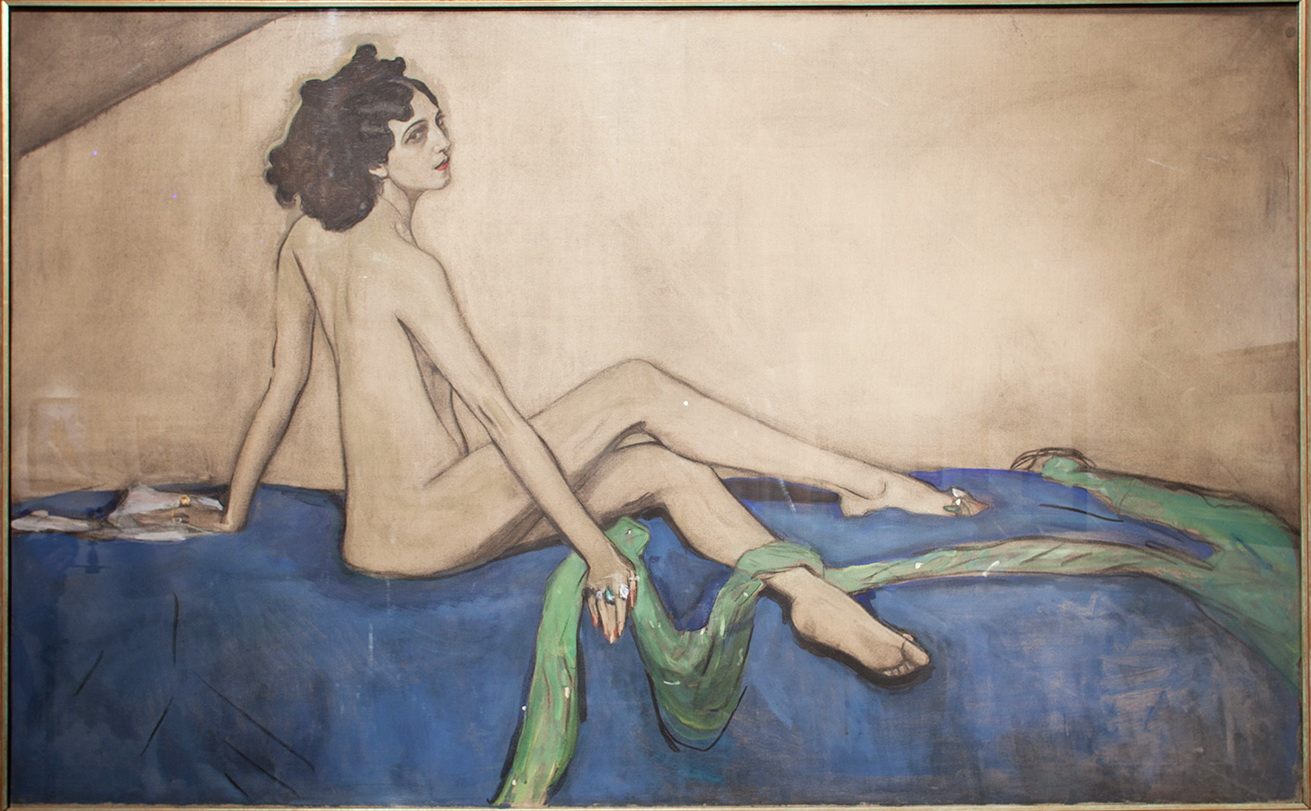
Ida Rubinstein door Valentin Serov, 1910. Tempera en houtskool op doek, Russisch Museum, Sint-Petersburg, Rusland.

Hetzelfde jaar kreeg Stravinsky van een Amerikaanse mecenas, Mrs. Elizabeth Sprague Coolidge, de opdracht voor een ballet met een lengte van ongeveer dertig minuten, bestemd voor uitvoering in de Library of Congress in 1928. De opdracht gaf hem de kans om zijn voornemen uit te voeren om een ballet te componeren gebaseerd op episodes uit de Griekse mythologie. Als thema koos hij Apollo, leider van de muzen. Het ballet zou een strak klassiek karakter krijgen, met een instrumentatie van uitsluitend strijkers. In de zomer van 1927 schreef Stravinsky in Echarvines aan het Meer van Annecy aan zijn ballet Apollo (W57; Stravinsky gaf later de voorkeur aan Apollo boven de oorspronkelijke titel Apollon musagète). Apollo ging in april 1928 in première. Terwijl hij werkte aan dit ballet ontving Stravinsky een andere opdracht. Ida Rubinstein wilde eveneens een ballet voor haar nieuwe balletgezelschap. Diaghilev had echter de eerste rechten op uitvoering van Apollo. Na de première van Apollo ging Stravinsky voor Rubinstein in Echarvines aan het werk aan wat Le Baiser de la Fée (W58) zou worden en dat eind november 1928 voor het eerst in Parijs werd uitgevoerd. Hetzelfde jaar bracht bovendien het begin aan een nieuwe compositie voor piano en orkest, het Capriccio (W59), dat hij speciaal componeerde voor het nieuwe orkest van Ansermet, het Orchestre Symphonique de Paris, en waarvoor hij zelf de solist zou zijn.
Tijdens zijn werk aan Le Baiser de la Fée bereikte Stravinsky het bericht van Diaghilevs dood. Het raakte hem diep, ondanks dat de twee kunstenaars uit elkaar gegroeid waren. Bij een hele reeks grote werken was er de betrokkenheid van Diaghilev geweest en die werken waren bovendien alle in Frankrijk in première gegaan. Het enige werk dat voor Stravinsky's verdere verblijf na Diaghilevs dood nog in Frankrijk in première ging was Persephone (W64), een tweede ballet waarvoor Ida Rubinstein de opdracht had gegeven. Stravinsky's werk kreeg steeds vaker een kritisch onthaal in Frankrijk; de belangstelling voor zijn werk in de VS daarentegen nam juist toe.

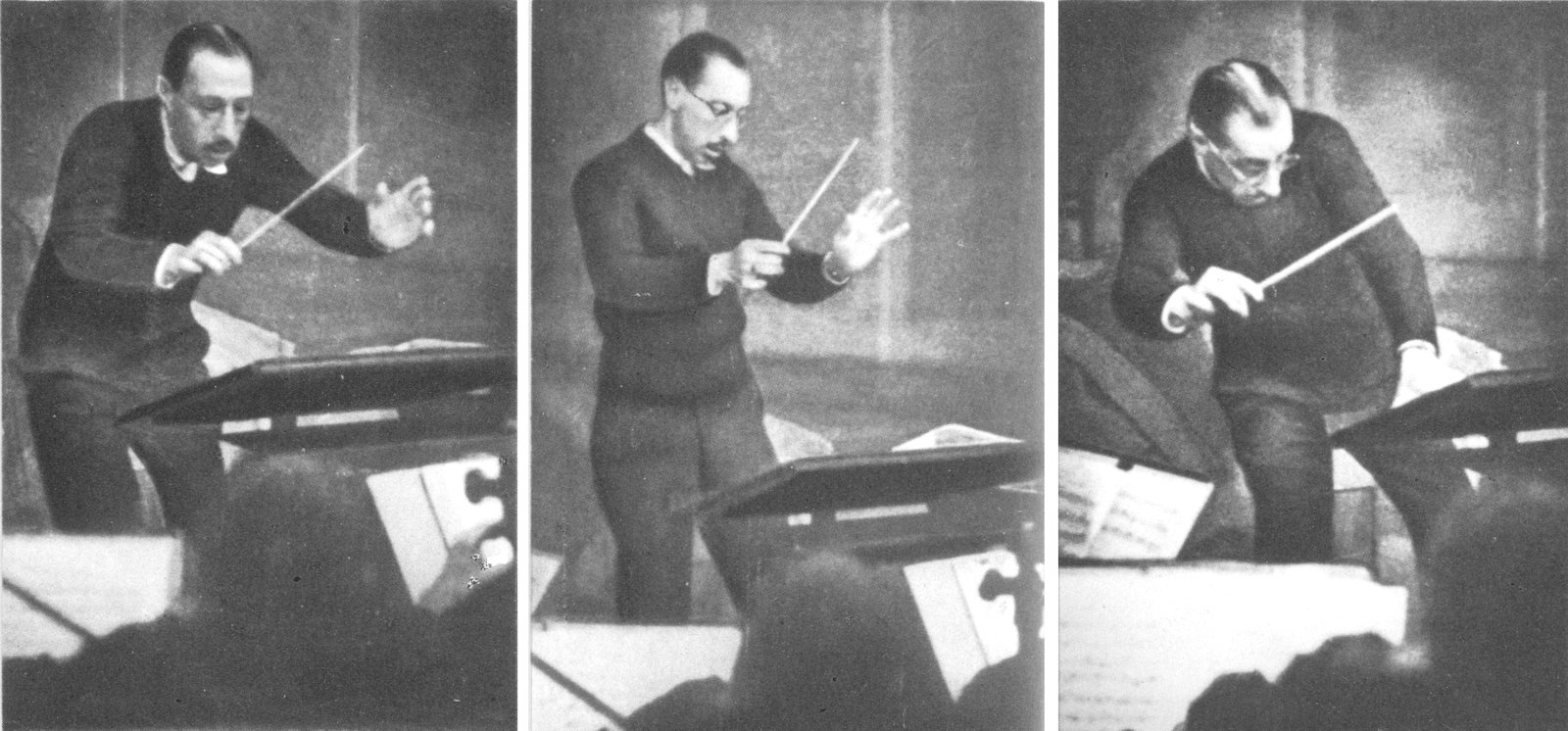
Stravinsky dirigeert (Berlijn, 1929)

Uit de VS kreeg Stravinsky de opdracht voor een symfonisch werk ter gelegenheid van het vijftigjarig bestaan van het Boston Symphony Orchestra. Stravinsky onderbrak het werk aan zijn compositie, de Psalmensymfonie, telkens voor concerttournees, waarbij hij of solist of dirigent was. Na deze symfonie resulteerde een ontmoeting tussen Stravinsky en de violist Samuel Dushkin in het componeren van een vioolconcert. De samenwerking tussen de componist en de violist bleek succesvol; ook het werk bleek, ondanks de niet altijd even positieve kritieken, een succes wat betreft concertuitvoeringen. Stravinsky en Dushkin voerden het Concert voor viool en orkest (W61) in heel Europa uit. Stravinsky realiseerde zich tijdens de tournee, dat een succesvolle uitvoering sterk afhankelijk is van de kwaliteit van het orkest. Hij besloot een recitaltournee met Dushkin te ondernemen met een repertoire voor viool en piano. Hierdoor konden ze plaatsen bezoeken die niet gezegend waren met een kwalitatief goed orkest.

### Samenwerking met André Gide

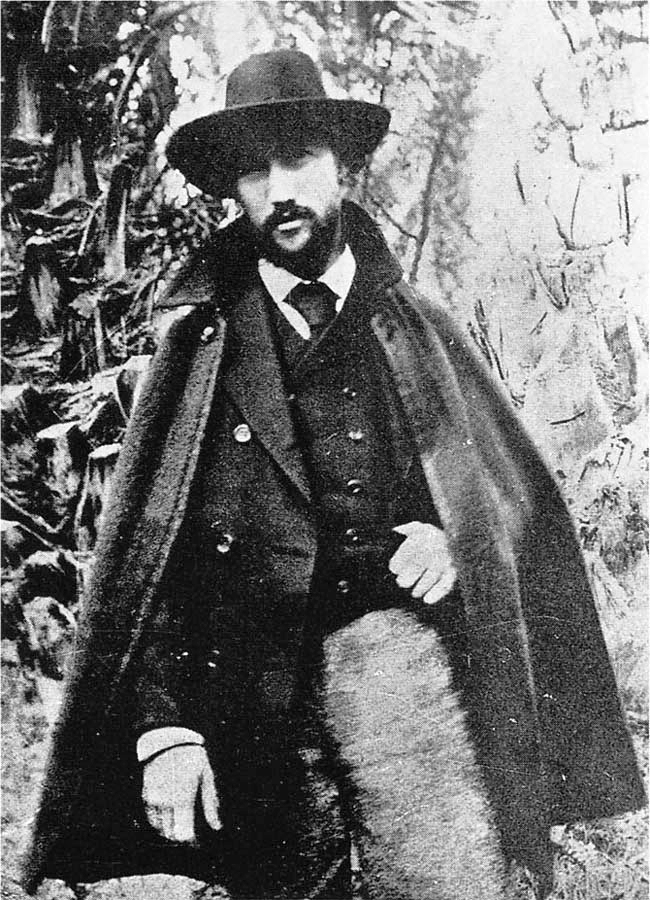
André Gide, librettist van Perséphone

Voor dit doel werd het Duo Concertant (W62) gecomponeerd. Het programma werd uitgebreid met arrangementen: een Suite Italienne op basis van Pulcinella en een Divertimento (W58A) gebaseerd op Le Baiser de la Fée. Een reeks kortere transcripties zorgde voor verdere aanvulling: een versie van de Pastorale, twee stukken (Scherzo en Wiegenlied) uit L'Oiseau de Feu, de Russische dans uit Petroesjka en twee delen – de Chinese Mars en het Lied van de Nachtegaal - uit Le Rossignol. Later werd nog een transcriptie uit Mavra toegevoegd. Van mei 1933 tot januari 1934 werd Stravinsky in beslag genomen door het werk aan de opdracht van Ida Rubinstein, het melodrama Perséphone, op een tekst van André Gide.

### Frans staatsburgerschap

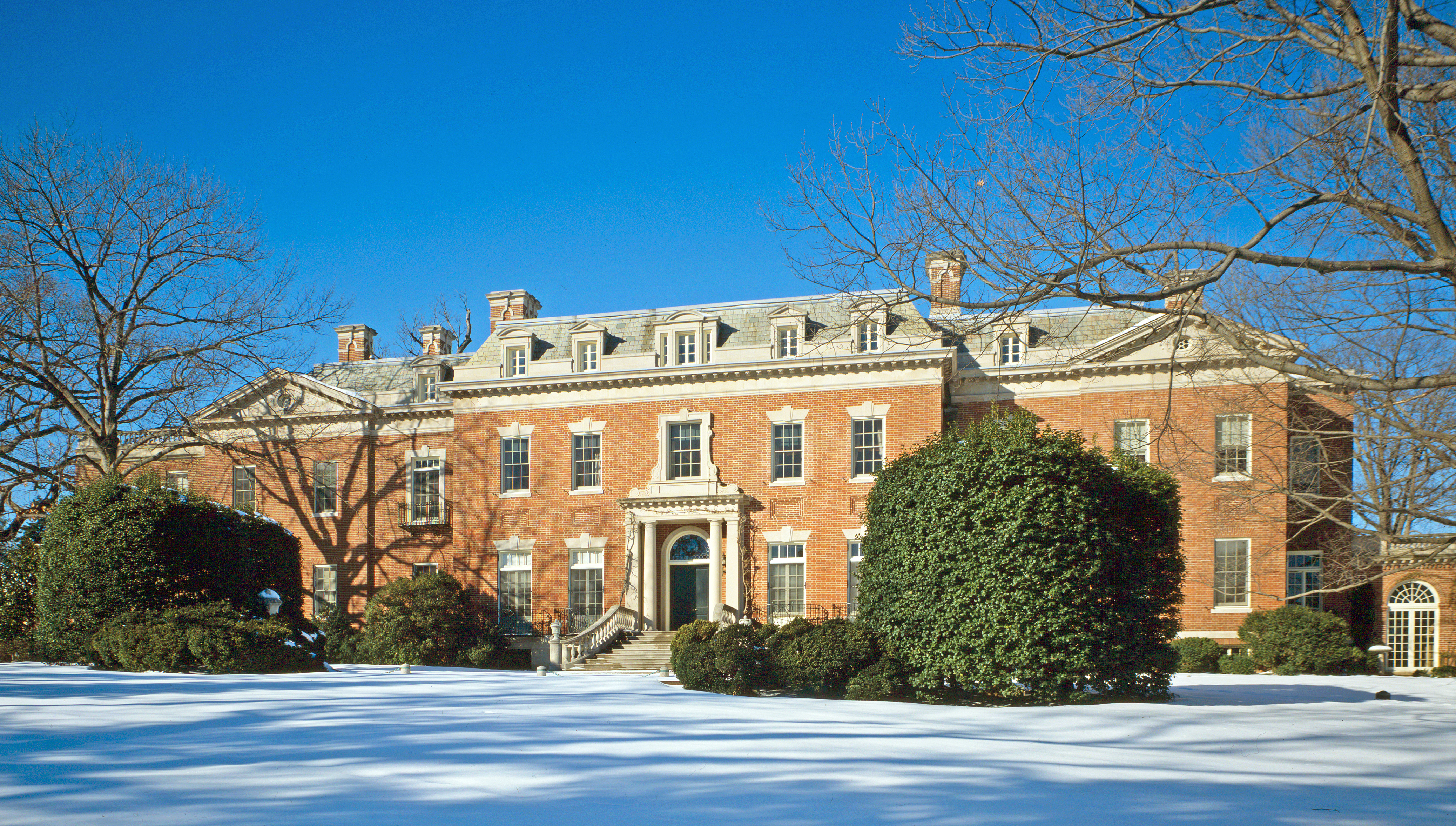
Dumbarton Oaks, Georgetown, Washington D.C., VS.

Stravinsky werd op 10 juni 1934 Frans staatsburger. In 1935 bezocht hij voor een tweede maal de VS, samen met Dushkin, voor een uitvoering van eigen werk. Zijn zoon Soulima trad als solist op in het Capriccio, het Pianoconcert en Concert voor twee piano's (W66), dat speciaal voor hun tournee gecomponeerd was. Stravinsky bezocht de VS voor een derde maal waarbij zijn nieuwe ballet Jeu de Cartes (W67) werd uitgevoerd, een opdrachtwerk van het American Ballet. Tijdens dit bezoek kreeg hij de opdracht van het echtpaar Woods Bliss voor het schrijven van een concerto grosso, het Concert in Es Dumbarton Oaks (W70), later gevolgd door ook een opdracht voor een symfonie. Maar ook werd tijdens dit bezoek bij hem tbc geconstateerd. Stravinsky's vrouw Catherine en zijn twee dochters waren al opgenomen in het sanatorium van Sancellemoz. Nadia Boulanger dirigeerde de eerste uitvoering van Dumbarton Oaks, omdat Stravinsky zelf te ziek was. In 1938 overleed Stravinsky's dochter Ludmila. Stravinsky begon aan het tweede opdrachtwerk van het echtpaar Woods Bliss, de Symfonie in C. In 1939 stierf zijn vrouw. Na de dood van zijn vrouw bracht Stravinsky zelf vijf maanden door in het sanatorium te Sancellemoz.
De dood van zijn vrouw en dochter, het nazi-geweld – Stravinsky's werk was tot Entartete Musik verklaard - en het uitbreken van de oorlog enerzijds en de belangstelling in de VS voor Stravinsky's werk anderzijds, verklaren zijn vertrek in september 1939 naar New York.

## Verenigde Staten 1939-1971

### Tot naturalisatie

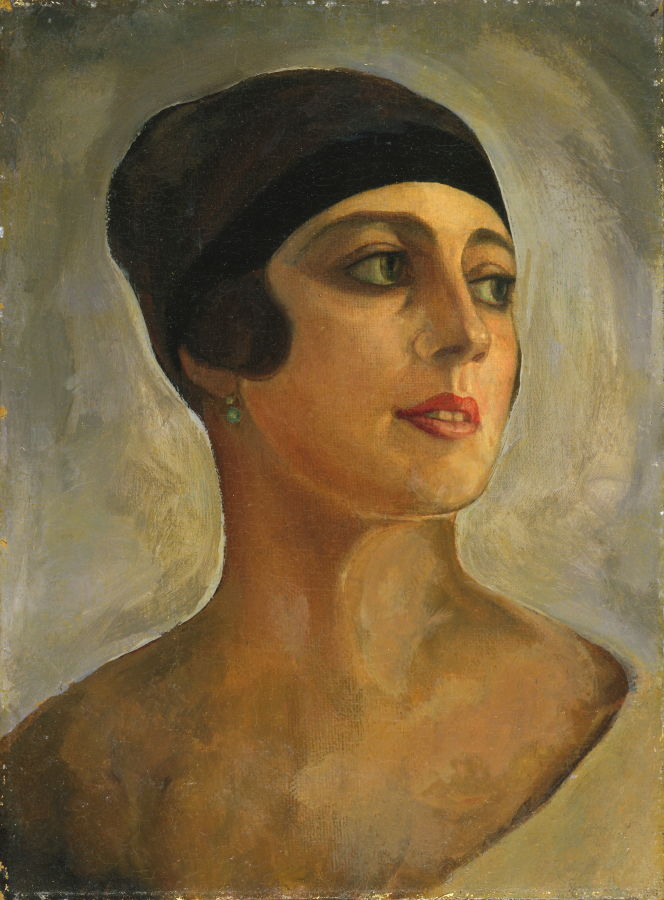
Vera de Bosset, tweede echtgenote van Stravinsky

Kort na aankomst in Amerika in september 1939 gaf Stravinsky aan Harvard, in het Frans, lezingen waar hij tijdens zijn laatste verblijf in de VS toe was uitgenodigd. De lezingen, over componeren, stijl en Russische muziek, werden later gebundeld onder de titel Poétique Musicale. In januari 1940 arriveerde Vera de Bosset vanuit Genua in New York. Stravinsky had sinds 1921 een verhouding met haar, een situatie die Stravinsky's vrouw Catherine als een fait accompli had aanvaard. In maart 1940 huwde Stravinsky met Vera de Bosset, met wie hij tot zijn dood getrouwd bleef. Het echtpaar vestigde zich in Los Angeles en vroeg in augustus 1940 de Amerikaanse nationaliteit aan.
De eerste muzikale activiteit was het afronden van de Symfonie in C, die in 1940 in Chicago in première ging. Voor het Ballet Theatre in New York maakte Stravinsky een orkestbewerking van de pas de deux van de l'Oiseau Bleu en Prinses Florine uit Pjotr Iljitsj Tsjaikovski's ballet Schone Slaapster (Bluebird 1941; WB-VIII). Kort erop kreeg hij van het Werner Janssen Orchestra uit Los Angeles de opdracht voor een orkestwerk. Stravinsky maakte er een ballet zonder thema van met de titel Danses Concertantes (1941/42; W73).

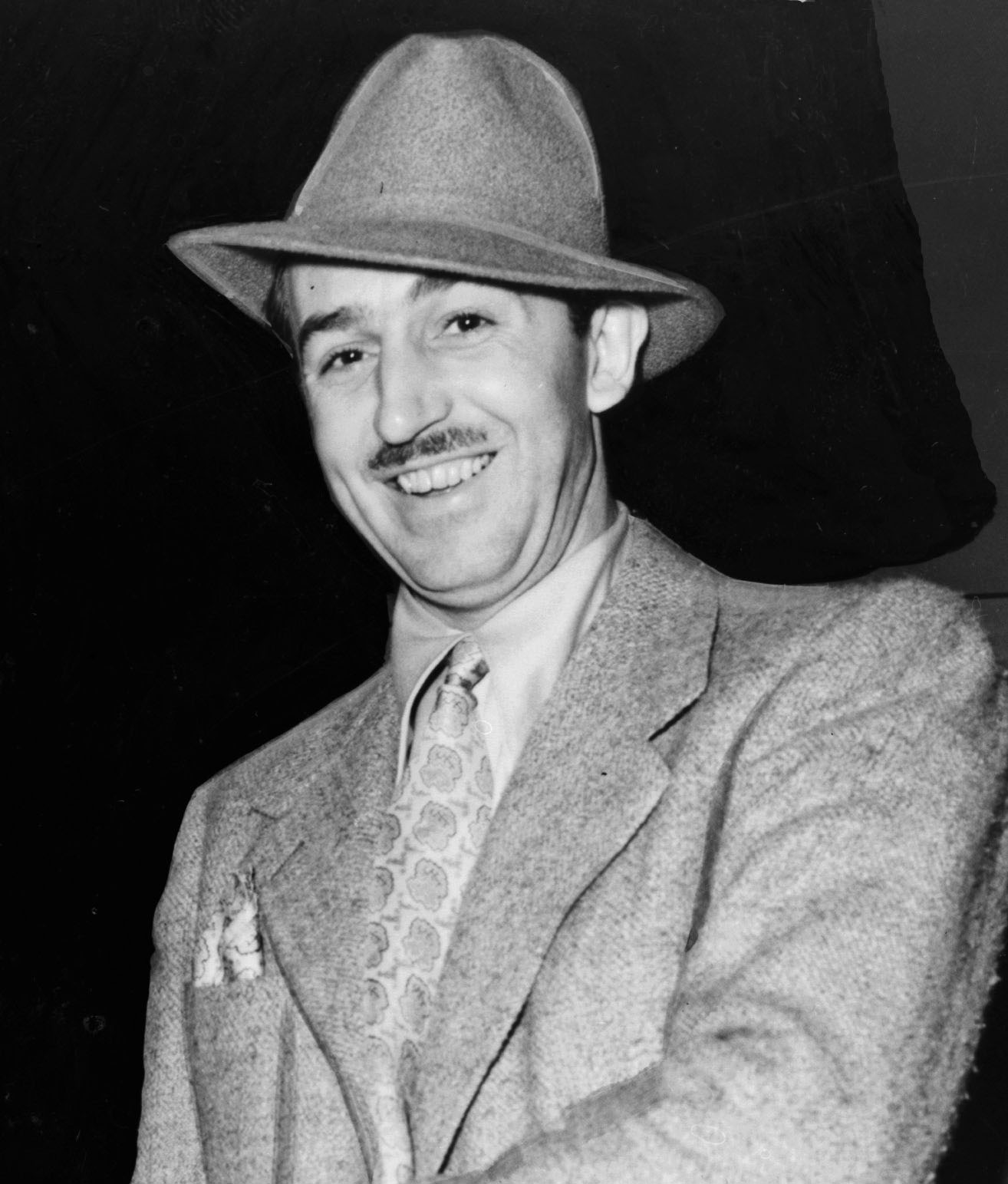
Walt Disney 1938

Los Angeles betekende ook de zeer directe nabijheid van Hollywood. Na het afslaan van het aanbod om filmmuziek te componeren of gedwongen te worden er in deel te nemen (Walt Disney's Fantasia) schreef hij toch muziek voor de film, filmprojecten die weliswaar niet werden uitgewerkt maar wel uiteindelijk muziek opleverden: Four Norwegian Moods (1942; W75) en Scherzo à la Russe (1944; W78). Andere filmprojecten liepen eveneens op niets uit, maar die met Orson Welles leverde wel het middendeel van Ode (1943; W76) en die met Franz Werfel het tweede deel van de Symfonie in drie delen (1942/45; W82). Maar ook op het vlak van ander amusement leverde Stravinsky een muzikaal aandeel: in 1942 componeerde hij voor het circus van het Ringling Bros. and Barnum & Bailey Circus de Circus Polka (1942; W74) voor een groep jonge olifanten. Twee jaar later vroeg de muziekuitgever Nathaniel Shilkret een aantal componisten ieder een deel te schrijven voor een werk gebaseerd op het Boek Genesis. Stravinsky leverde zijn aandeel, naast Arnold Schönberg, Darius Milhaud en Mario Castelnuovo-Tedesco, in de vorm van Babel (1944; W77). Weer volgde een compositie voor het ballet: de Scènes de Ballet uit 1944 (W79). Onder de indruk van het spel van Woody Herman schreef Stravinsky voor diens jazzband het Ebony Concerto (1945; W83).
Eind 1945 kreeg Stravinsky de Amerikaanse nationaliteit.

### Boosey and Hawkes: bewerkingen
In 1945 ontmoette Stravinsky Ralph Hawkes van de Britse muziekuitgeverij Boosey and Hawkes. Stravinsky kwam met Boosey and Hawkes overeen dat zij niet alleen alle nieuwe werken van Stravinsky zouden gaan publiceren, maar ook alle werken zouden gaan uitbrengen die eerder door Editions Russe de Musique – dat wil zeggen van Petroesjka tot Perséphone - waren gepubliceerd. Deze overeenkomst gaf Stravinsky de mogelijkheid om een fors aantal van zijn eerdere werken te herzien en te bewerken en daarmee weer het auteursrecht onder zijn hoede te brengen. Petroesjka werd bewerkt voor kleiner orkest, de Symphonies d'instruments à vent kreeg een ingrijpende wijziging door een andere instrumentatie, verder werden Apollo, Oedipus Rex, de Pulcinella suite, het Divertimento, het Capriccio, Perséphone, het Concert voor twee piano's, Le baiser de la Fée, het Octet en Le Rossignol bewerkt; eenzelfde behandeling ondergingen twee werken die van een andere uitgever waren: het strijkkwartet Concertino werd bewerkt voor een kamermuziekensemble van 12 instrumenten en het a capella werk Russische Boerenliederen kreeg een instrumentale begeleiding. De Balmont-liederen en vier van zijn liederen uit zijn Russische periode kregen een begeleiding voor kamerensemble, de Cing doigts voor piano kreeg een transcriptie voor vijftien instrumenten onder de titel Eight Intrumental Miniatures (W49A).
Stravinsky's eerste nieuwe werk in de VS was het Concert in D voor strijkorkest (W84), in opdracht van Paul Sacher, dat in Bazel in 1947 zijn eerste uitvoering kreeg – en daar zijn bijnaam ook aan ontleent, het Bazel Concert. Qua muzikaal idioom lag het werk dicht bij 'Dumbarton Oaks'. Dat idioom veranderde ingrijpend met een nieuwe werk. In opdracht van Lincoln Kirstein van de Ballet Society schreef Stravinsky in 1947 in nauwe samenwerking met George Balanchine het ballet Orpheus (W86). Zijn studie van o.a. het werk van 17e-eeuwse componisten als Claudio Monteverdi had een grote invloed op dit werk met een nadrukkelijkere polyfonie en contrapunt. In zijn volgende voltooide compositie, de Mis (1944-1947; W87), werd dit nog verder doorgevoerd.

### The Rake's Progress

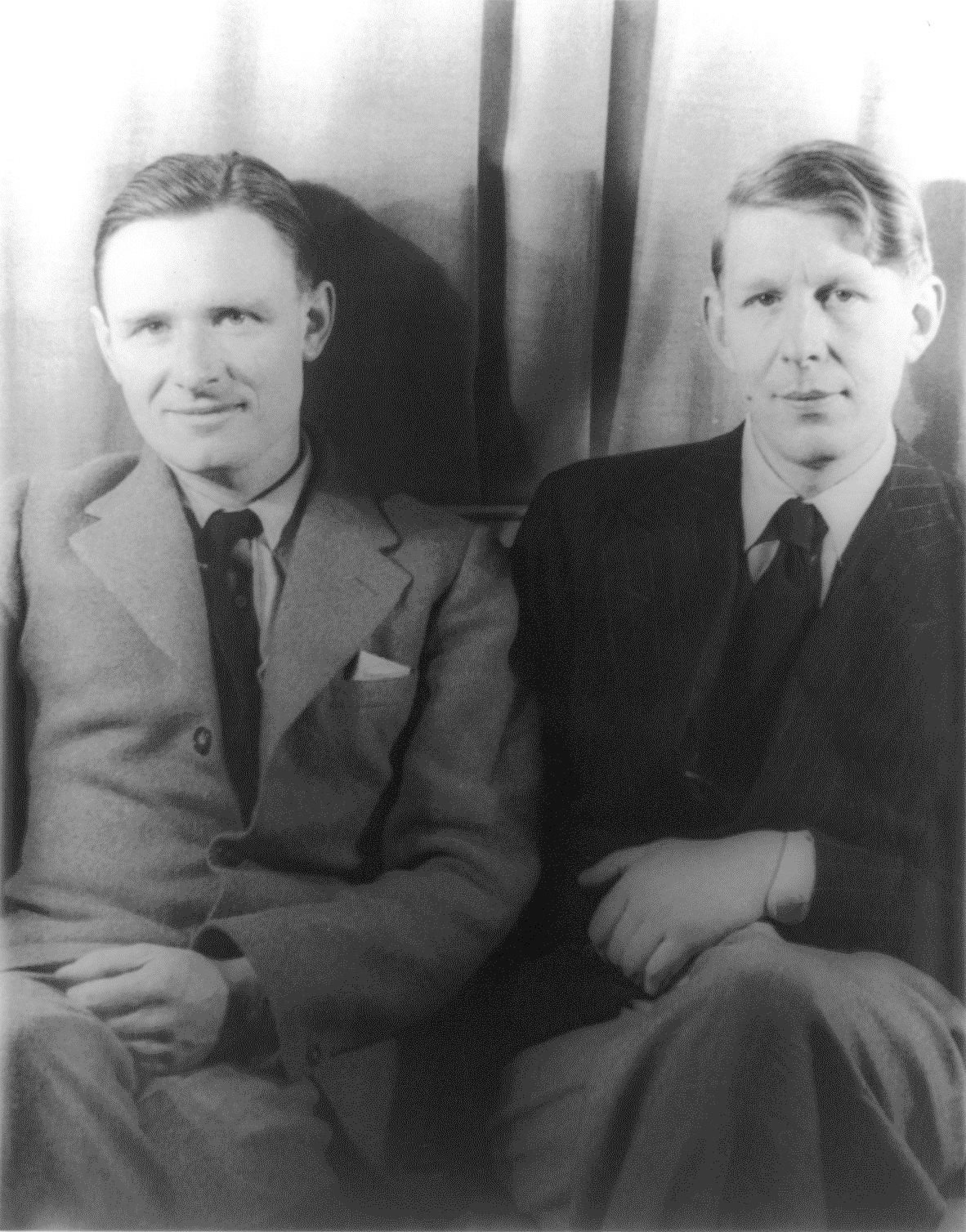
Wystan Auden (rechts) met Christopher Isherwood, door Carl van Vechten

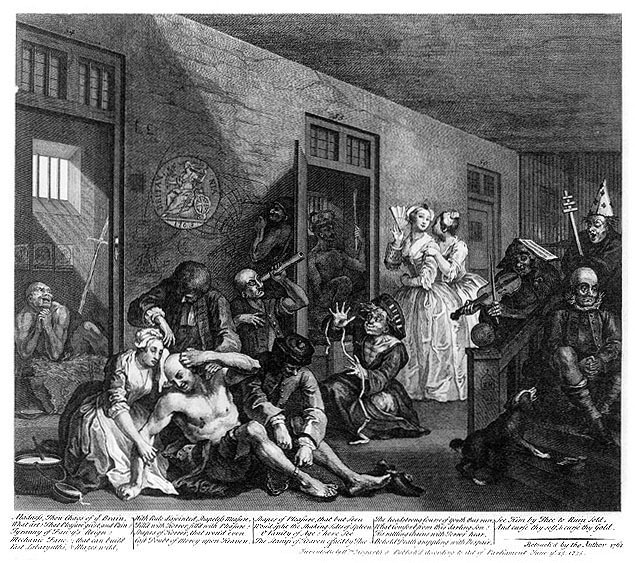
William Hogarth: The Rake's Progress: In het gekkenhuis, gravure, 1735

Stravinsky's financieel zekere situatie door het contract met zijn nieuwe uitgever gaf hem het gevoel dat hij een langere periode kon uittrekken – uiteindelijk drie jaar – voor het componeren van een avondvullende opera, zijn eerste werk in het Engels en bovendien zijn eerste avondvullende podiumwerk. Het idee voor het onderwerp voor zijn opera had hij in 1947 al tijdens een bezoek aan het Chicago Art Institute opgedaan: een opera gebaseerd op de gravurenreeks The Rake's Progress van de 18e-eeuwse schilder en graveur William Hogarth. Stravinsky's buurman en vriend Aldous Huxley adviseerde hem de dichter W.H. Auden te kiezen als librettist. Bij een eerste ontmoeting tussen beide mannen 'klikte' het direct. Auden riep de hulp in van zijn vriend Chester Kallman en maart 1948 werd het complete libretto aan Stravinsky geleverd. Stravinsky werkte ongeveer een jaar per akte aan de opera en toen hij de drie akten in 1951 af had voegde hij er nog een vaudeville kwintet aan toe. De partituur was in april 1951 gereed. Het nieuws dat Stravinsky een grote opera schreef deed operahuizen als de Metropolitan Opera en het Royal Opera House Covent Garden hun best doen om het werk als eerste uitgevoerd te krijgen. The Rake's Progress (W88) was echter kleinschalig, in de vorm van en gebaseerd op de Lorenzo da Ponte opera's van Mozart, en meer geschikt voor een klein theater.
Als onderdeel van het 14e Internationale Festival van Contemporaine Muziek in Venetië ging het werk op 11 september 1951 in première in het Teatro La Fenice, o.l.v. de componist en met Elisabeth Schwarzkopf in de rol van Anne Truelove.
Met The Rake's Progress sloot Stravinsky min of meer zijn neoclassicistische periode af die begonnen was met het Octet. In 1947 ontmoette Stravinsky Robert Craft. Deze zou niet alleen zijn assistent en huisvriend worden, maar Craft liet hem ook intensiever kennismaken met het werk van Anton Webern en met seriële muziek in het algemeen.

### Stravinsky de serialist
De verhalen over Robert Crafts invloed op Stravinsky's creatieve proces zijn talrijk en niet alle even positief. Zelf zei Craft over zijn rol in 'Influence or Assistance' (opgenomen in 'Present Perspectives'): "…zonder mij was Stravinsky niet de kant opgegaan na de Rake's Progress die hij is opgegaan. Die muziekliefhebbers die liever een andere opera hadden gehad (…), meer pas de deux, en nog eens een aantal concerten zullen het idee hebben dat ze beduveld zijn; anderen, bewonderaars van Abraham and Isaac, van de Variaties en de Requiem Canticles, zullen me danken". Stravinsky schreef er zelf over in een brief aan de muziekredacteur van de Los Angeles Times in 1970. "Iedereen die mijn Agon, mijn Variaties, mijn Requiem Canticles bewondert, is enige dankbaarheid verschuldigd aan de man die mijn creatieve leven deze laatste jaren heeft gesteund" (brief opgenomen in 'Themes and Conclusions').
In de jaren tussen 1952, dus na The Rake's Progress, en 1957 verdiepte Stravinsky zich intensief in het werk van Anton Webern. De composities volgend op The Rake's Progress vertonen de eerste interesses bij Stravinsky in seriële technieken. De Cantata (W89) uit 1951-1952, een werk waaraan hij al begonnen was voor de première van The Rake's Progress, is een streng contrapunctisch werk, maar procedés uit de twaalftoonstechniek worden er al in toegepast. Ook in het Septet (W90) uit 1952-1953 is er een verbreding naar tonenreeksen, evenals in de Three Songs from William Shakespeare (W91) uit 1954.
Het succes van The Rake's Progress deed de Boston University, verantwoordelijk voor de eerste Amerikaanse productie van het werk, besluiten Stravinsky in 1953 de opdracht te geven voor een nieuwe opera. Dylan Thomas zou het libretto schrijven voor de opera. Voor het echter zo ver kwam overleed de dichter en de diep geroerde Stravinsky schreef in 1954 een tombeau voor hem, de elegie In Memoriam Dylan Thomas (W92).
Tijdens een bezoek aan Venetië in 1954 besprak Stravinsky de mogelijkheid om een werk te componeren voor het Internationale Festival van Contemporaine Muziek in Venetië. Het resultaat was Canticum Sacrum ad Honorem Sancti Marci Nominis, een cantate opgedragen aan de stad Venetië en ter ere van zijn beschermheilige. Omdat het werk slechts 17 minuten duurt besloot Stravinsky een arrangement te maken voor dezelfde bezetting als de Canticum Sacrum van Bachs kerstkoraal, 'Einige canonische Veraenderungen über das Weynacht-Lied: Vom Himmel hoch da komm ich her' (BWV 769a). Deze Chorale Variations (W-B.X) gingen in 1956 samen met de Canticum Sacrum in Venetië in première.
Het werk aan Agon (W95), een opdrachtwerk voor het New York City Ballet waaraan Stravinsky in 1953 was begonnen, werd na de onderbreking voor In Memoriam Dylan Thomas en de Canticum Sacrum voortgezet. De eerste concertuitvoering onder Robert Craft vond op 17 juni 1957 plaats ter gelegenheid van Stravinsky's 75e verjaardag, de eerste balletuitvoering ervan een half jaar later. Net als de Canticum Sacrum is Agon een synthese van tonale en seriële procedés.

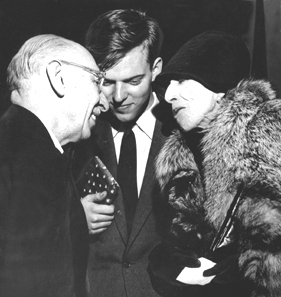
Stravinsky en de Deense schrijfster Karen Blixen in 1959

In 1957 vonden veel speciale concerten plaats in verscheidene landen om Stravinsky te eren ter gelegenheid van zijn 75e verjaardag en in de herfst van dat jaar was hij o.a. de gast van vorst Max Egon II. zu Fürstenberg, beschermheer van de Donaueschinger Musiktage. Ter nagedachtenis aan diens dood schreef Stravinsky later in 1959 het Epitaphium (W98).
Een nieuwe opdracht voor het festival in Venetië resulteerde in Threni (1957-1958; W96) voor solisten, koor en orkest. Het werk onderscheidt zich niet alleen van de vorige composities door zijn introverte karakter, maar het is ook het eerste werk dat volledig dodecafonisch is opgezet.
Threni werd gevolgd door een compositie voor piano en orkest, de Movements (1958-1959; W97), een werk dat Stravinsky zelf als een keerpunt beschouwde in zijn latere muziek: een overgang van het algemene canonprincipe naar de procedés van de dodecafonie.
Stravinsky was een groot bewonderaar van Carlo Gesualdo, wiens slot hij bezocht in 1956 en wiens muziek hij gebruikte, aanvulde en 'hercomponeerde' in Tres sacrae cantiones (1959) en Monumentum pro Gesualdo di Venosa (ad CD Annum) (1960).
Plannen voor de viering van zijn 80e verjaardag in 1962 waren grootser dan die voor zijn 75e en drie werken kregen hun eerste uitvoering in dat jaar. A Sermon, a Narrative and a Prayer (W100), in opdracht van Paul Sacher voor het Basler Kammerorchester, was weliswaar al in 1961 afgerond, maar kreeg zijn première in 1962. CBS gaf de opdracht voor de compositie van The Flood (W102), een 'musical play' op een tekst van Robert Craft gebaseerd op het boek Genesis. Het werk werd op televisie vertoond net voor Stravinsky's verjaardag. Het derde werk uit 1962 is een a capella werk dat Stravinsky schreef op tekst van T.S. Eliot, Anthem. The dove descending breaks the air (W101). Hoogtepunt in het eerbetoon was voor Stravinsky een ontvangst door president John F. Kennedy op het Witte Huis.'
In het jaar van zijn 80e verjaardag kreeg Stravinsky ook de officiële uitnodiging om de Sovjet-Unie te bezoeken. Stravinsky bracht in 1962 een bezoek van twee weken aan zijn geboorteland.

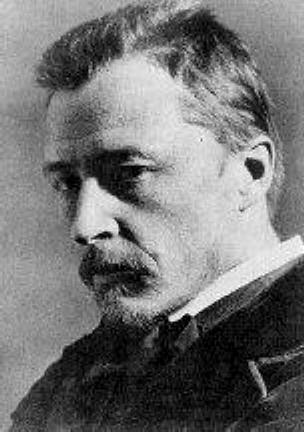
Hugo Wolf

In opdracht van het Israëlische Festival schreef Stravinsky in 1962 de ballade voor bariton en kamerorkest Abraham and Isaac (W103), die in 1964 in première ging. Dat jaar schreef hij op een tekst van W.H. Auden de Elegy for J.F.K. (W104) naar aanleiding van de moord op John F. Kennedy het najaar ervoor. Ook Stravinsky's volgende composities zijn verbonden met de dood: op de dag van de moord op Kennedy overleed zijn vriend Aldous Huxley die hij eerde met een set variaties voor orkest, de Variations Aldous Huxley in Memoriam (W106), in 1965 overleed T.S. Eliot naar aanleiding waarvan Stravinsky Introitus (W107) schreef en in 1965-1966 volgden de Requiem Canticles (W108). Ernstige gezondheidsproblemen in 1967 verhinderden Stravinsky alle activiteit. In 1968 bewerkte hij nog de pianopartij van twee liederen van Hugo Wolf voor klein orkest. In 1969 verhuisde het echtpaar Stravinsky vanuit Los Angeles naar New York.

## Geloof
Stravinsky was het grootste deel van zijn leven een devoot Russisch-orthodox. Later kreeg hij belangstelling voor het katholicisme: hij schreef een katholieke mis en had contacten met de katholieke filosoof Jacques Maritain en kardinaal, theoloog en jezuïet Jean Daniélou die het libretto voor Oedipus Rex vertaalde in het Latijn. Stravinsky schreef: "religieuze muziek zonder religie is altijd vulgair."

### Overlijden

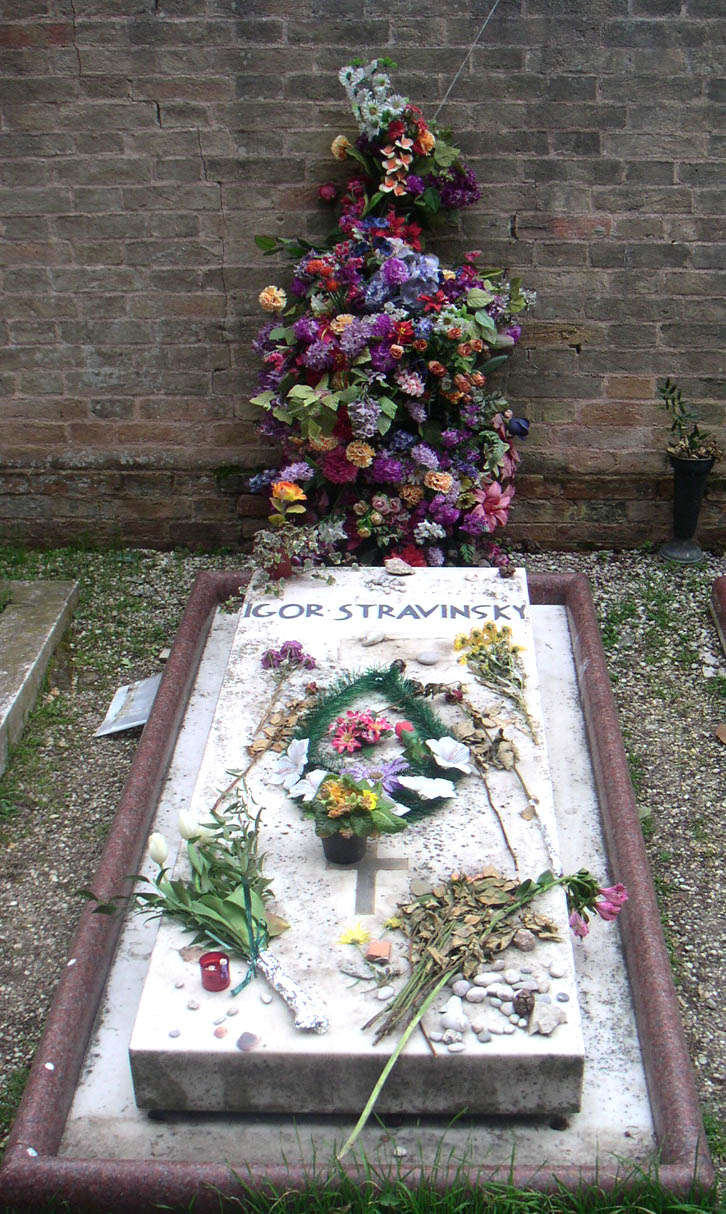
Het graf van Stravinsky op de Isola di San Michele in Venetië

Op 6 april 1971 overleed Igor Stravinsky in zijn appartement in New York. De uitvaartdienst werd in Venetië in de Santi Giovanni e Paolo gehouden. Tijdens de dienst werd Alessandro Scarlatti's Requiem Missa Defunctorum uitgevoerd, naast drie orgelstukken van Andrea Gabrieli. Van Stravinsky zelf klonken de Requiem Canticles.
Stravinsky werd bijgezet op de begraafplaats op het eiland van San Michele, waar zijn ontdekker Diagilev reeds begraven was. Vera Stravinsky kreeg na overlijden op 17 september 1982 een graf naast haar man.  
Charles Wuorinen schreef na Stravinsky's dood in 1974/1975 A Reliquary for Igor Stravinsky als eerbetoon, deels gebaseerd en geïnspireerd op niet afgemaakt werk van Stravinsky zelf.

## Stravinsky in Nederland
Van Royen beschrijft dat Willem Mengelberg in 1917 reeds zijn concertbezoekers liet kennismaken met Feu d'artifice en vijf jaar later in 1922 met Le Sacre du printemps. In 1923 voerde Gabriel Pierné Petroesjka uit en nogmaals Willem Mengelberg Le Chant du Rossignol. In 1924 volgde Karl Muck met Le Rossignol en Pierre Monteux met Le Sacre du printemps. Het Koninklijk Concertgebouworkest begeleidde voor de Wagnervereniging een uitvoering van Pulcinella en Petroesjka door Les Ballets Russes, waarschijnlijk in de Stadsschouwburg.
Op 20 november 1924 trad Stravinsky zelf in Amsterdam als pianosolist op in zijn Concert voor piano en blaasinstrumenten en op 23 november als dirigent van het Lied van de Wolgaslepers, Scherzo fantastique, Chant du Pêcheur en Le Chant du Rossignol.
Ruim een jaar later, in 1926, verbleef Stravinsky weer in Amsterdam. Het Concertgebouworkest onder leiding van Mengelberg verwelkomde hem met Le Sacré du printemps en L'Oiseau de Feu. De gast trad als solist op in zijn Concert voor piano en blazers en hij dirigeerde de Suite nr. 1 en Suite nr. 2 voor klein orkest. Op zaterdagavond 27 februari 1926 werd in de Stadsschouwburg onder auspiciën van De Kring L'Histoire du soldat voor het eerst scenisch uitgevoerd met toneel in een vertaling van Martinus Nijhoff. Hieraan werkten leden van het Concertgebouworkest mee met Paul F. Sanders als dirigent. Op 28 februari 's middags en 's avonds dirigeerde Stravinsky zelf voor een enthousiast publiek zijn Sacré du Printemps. Op 24 november 1924 schreef Stravinsky in het gastenboek van het Concertgebouw: 'Un grand salut au Concertgebouw' en maakte hij een tekening van Willem Mengelberg. In de jaren 1924-1939 kwam Stravinsky 19 keer op de programma’s van het Concergebouworkest voor.
Tijdens de Duitse bezetting van Nederland werd zijn muziek in het Concertgebouw niet meer gehoord. Op 10 december 1947 dirigeerde Otto Klemperer, als gastdirigent, Stravinsky’s Symfonie in drie delen. Stravinsky was gast tijdens het Holland Festival in 1952. Le Rossignol en Oedipus Rex werden uitgevoerd. Het festival werd geopend met een concert in de Ridderzaal, in aanwezigheid van koningin Juliana. Zij liet zich voorstellen aan de componist en merkte beleefd op dat zij zijn werk bewonderde, waarop Stravinsky onmiddellijk antwoordde met "En welk van mijn werken bewondert u, majesteit?" Stravinsky stond in de periode dat Eduard van Beinum dirigeerde 59 keer op de lessenaars van het orkest. Stravinsky maakte zelf drie grammofoonopnames. In de periode Bernard Haitink van 1961-1984 werd Stravinsky 48 keer geafficheerd.
Op 29 augustus 2008 voerde de Kölner Akademie onder leiding van Michael Alexander Willens tijdens het openingsconcert van het Festival Oude Muziek in Utrecht de Sacré du Printemps "authentiek" uit, dat wil zeggen gerealiseerd met de middelen en opvatting (instrumenten, tempo-aanduidingen, articulaties) van de première in 1913.

## Oeuvre
Zie het Oeuvre van Igor Stravinsky voor een volledig overzicht van het werk van Stravinsky.

## Literatuur

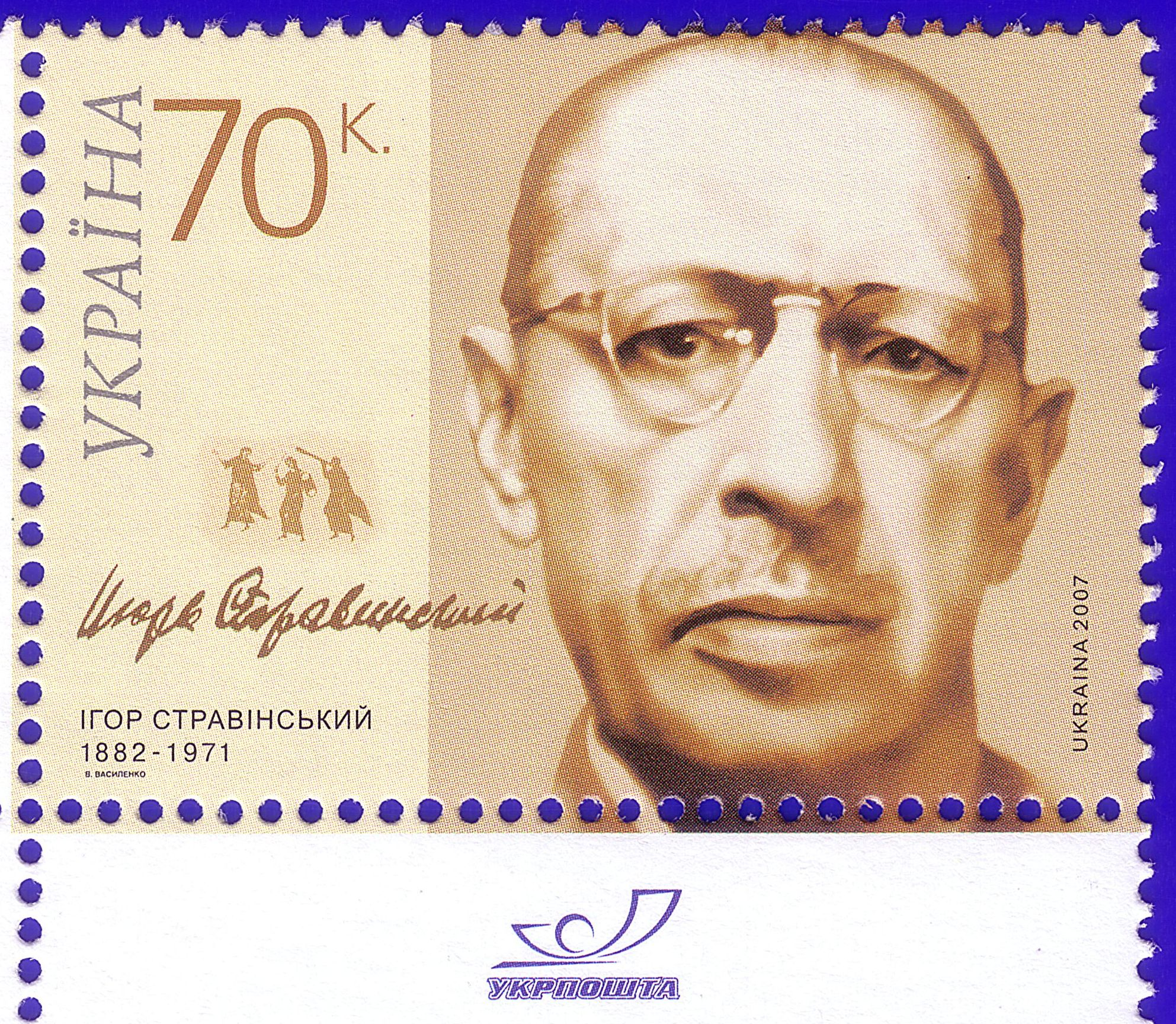
Oekraïense postzegel uit 2007